# Tabanus rhizonshine
Tabanus rhizonshine är en tvåvingeart som beskrevs av Philip 1954. Tabanus rhizonshine ingår i släktet Tabanus och familjen bromsar. Inga underarter finns listade i Catalogue of Life.